# Deretrachys
Deretrachys es un género de escarabajos longicornios.

## Especies
- Deretrachys chilensis (Bosq, 1949)
- Deretrachys juvencus (Dupont, 1840)
- Deretrachys montanus (Tippmann, 1953)
- Deretrachys pellitus (Kirsch, 1889)
- Deretrachys villiersi Huedepohl, 1985